# Уабашо (округ)
Уа́башо (англ. Wabasha County) — округ в штате Миннесота, США. Административный центр — Уабашо, крупнейший город — Лейк-Сити. По переписи 2000 года в округе проживают 21 610 человек. Площадь — 1424 км², из которых 1359,8 км² — суша, а 64,2 км² — вода. Плотность населения составляет 16 чел./км².

## История
Округ был основан в 1849 году.